# Синдзюку Ни-Тёмэ
Синдзюку Ни-тёмэ (яп. 新宿二丁目), в просторечии Ни-тёмэ или просто Нитё, — это район в округе Синдзюку специального района Синдзюку в Токио, Япония. В Токио проживает 13 миллионов человек, а Синдзюку известен как самый шумный и многолюдный из 23 специальных районов. Ни-тёме также выделяется как центр гей-субкультуры в Токио, где сосредоточено самое большое в мире количество гей-баров.
В непосредственной близости от трёх железнодорожных станций (Синдзюку Сан-тёмэ, Синдзюку Гёэнмаэ и самого загруженного железнодорожного вокзала Японии Синдзюку) находится район Синдзюку Ни-тёмэ, где можно найти специализированные бары, рестораны, кафе, сауны, отели любви, бутики гей-прайда, круизинговые клубы (хаттенба), хост-клубы, ночные клубы, массажные салоны, парки, а также книжные и видеомагазины для геев. На самом деле в пределах пяти кварталов, расположенных вокруг улицы Нака-Дори, между зданием BYGS на станции Синдзюку Сан-тё и небольшим парком Синдзюку в трёх кварталах к востоку, находится около 300 гей-баров и ночных клубов.

## История
История Ни-тёмэ как гей-квартала обычно начинается во времена американской оккупации Японии (1945–1952) и тесно связана с закрытием кварталов красных фонарей (акасэн). Уже в 1948 году упоминается гей-чайная в Синдзюку, а к 1950-м годам в Ни-тёмэ появились гей-бары как по названию, так и по форме.
До 1957 года в Токио процветали кварталы красных фонарей, где официально работали секс-работники. Однако после оккупации японские женские христианские организации, вдохновленные новой конституцией и поправкой о равных правах, добились у парламента принятия Закона о предотвращении проституции в 1956 году. Проституция в Японии стала незаконной. Когда традиционная секс-индустрия ушла из Ни-тёмэ, на её место пришла гей-субкультура. К концу 1950-х годов район стал известен своей популярностью среди геев, и начала формироваться клубная сцена.
В 1976 году в Японии открылась первая консультационная комната для молодых геев. В 1986-м прошло первое бдение при свечах в память о жертвах СПИДа. В 1992 году в Токио стартовал ежегодный Международный фестиваль фильмов о ЛГБТ. В 1994-м в стране прошел первый гей-парад, а также появился центр гей-сообщества AKTA. Сегодня район Синдзюку Ни-тёмэ остается важным местом для ЛГБТ-сообщества Японии.
В феврале 2010 года газета The Japan Times сообщила, что район приходит в упадок, а количество гей-клубов и баров сократилось на треть. Упадок связывают со строительством близлежащей линии Фукутосин токийского метрополитена, которая повысила стоимость недвижимости в этом районе, а также с развитием интернета.
В 2012 году в ряде популярных клубов Ни-тёмэ, в том числе в Arty Farty, Annex, Arch и Aisotope, начали вводить запрет на танцы. Запрет был снят в 2014 году, и теперь в таких клубах, как Dragon Men, Aisotope и Arty Farty, можно танцевать.

## Специализация
Большинство из сотен ночных клубов Ни-тёмэ, которые являются источником жизненной силы гей-квартала, обычно вмещают менее дюжины посетителей, которые, как правило, представляют определённую часть гей-субкультуры. В обществе, где традиционно большинство людей вступало в брак, многие представители ЛГБТ-сообщества в Японии предпочитают выражать свою сексуальность в анонимной обстановке специализированных клубов в таких районах, как Ни-тёмэ. Чтобы добиться такой специализации, клубы обычно разделяются по «сценам». Существуют бары, ориентированные на сообщество «медведей», БДСМ, мускулистых мужчин, молодых людей, лесбиянок-буч и фэм и т. д..
В то время как большинство владельцев баров принимают новых посетителей и иностранцев, заведение в первую очередь ориентировано на постоянных клиентов-японцев. Некоторые заведения не поощряют или запрещают посещение неяпонцам, независимо от их знания японского языка. В большинстве баров Синдзюку Ни-тёмэ посетители сидят за стойкой и болтают с барменом. Здесь популярно караоке и часто продаются журналы для геев. Большинство баров предлагают систему «хранения бутылок» (ボトルキープ), поэтому многие постоянные клиенты предпочитают хранить свои собственные бутылки ликера в своих любимых барах. Эта лояльность затем окупается организованными барами походами на онсэн, ханами-вечеринки, пикники и спортивные мероприятия для геев. В барах хранятся большие памятные фотоальбомы, посвященные этим походам.

## Мероприятия
Хотя в Ни-тёмэ мало гей-клубов, способных вместить более 100 посетителей, крупные гей-мероприятия, проводимые в течение года, привлекают в этот район до нескольких тысяч человек.
- Rainbow Reel Tokyo[англ.] (ранее известный как Токийский международный фестиваль фильмов о лесбиянках и геях)[12].
- DТокийский радужный прайд[13] (включая парад, который обычно начинается возле станции Сибуя, проходит по проспекту Мэйдзи и Омотэсандо до Харадзюку и заканчивается в парке Ёёги)

## Образование
Совет по образованию города Синдзюку (район Синдзюку) (新宿区教育委員会) управляет государственными начальными и неполными средними школами. Район Синдзюку 2-тё относится к начальной школе Ханадзоно (花園小学校) в районе Синдзюку 1-тё и неполной средней школе Ёцуя (四谷中学校).
Большинство государственных средних школ в Токио находятся в ведении Департамента образования правительства Токио.

## Внешние ссылки
- Homodachi.jp (Gay Friends) Shinjuku Nichome Blog Reviews Bars, Clubs, Saunas and Cafes
- UTOPIA listing of LGBT establishments in Japan
- Alphabetized list of Tokyo's bars and clubs
- Community Center AKTA  (яп.)